# Johann Baptist Cramer
Johann Baptist Cramer (Mannheim, 24 februari 1771 - Londen, 16 april 1858) was een Brits componist en pianist.
Cramer werd geboren in Mannheim, als zoon van Wilhelm Cramer, een succesvol violist van de Mannheimer Kapelle. Het gezin verhuisde naar Londen toen Cramer nog jong was. Cramer kreeg, samen met zijn broer Franz, vioolles van zijn vader.
Toen Cramers belangstelling voor de piano bleek, kreeg hij les van J.D. Benser en vervolgens Johann Samuel Schröter. Van 1782 tot 1784 kreeg hij les van Muzio Clementi. Op 6 april 1781 maakte hij zijn publieke debuut als pianist op een benefietconcert van zijn vader. In 1785 kreeg hij les in compositie en theorie van Karl Friedrich Abel.
Cramer maakte een tweetal succesvolle tournees door Europa tussen 1788 en 1800. Nadat hij in 1800 weer in Londen arriveert trouwt hij en schrijft zijn eerste serie etudes voor de piano. Hij blijft voornamelijk in Londen en geeft daar pianoles en concerten. In 1805 start hij, samen met Samuel Chappell, een uitgeverij. Als Chappell voor zichzelf begint, richt Cramer in 1824 samen met een paar anderen de uitgeverij en pianomakerij J.B. Cramer & Co. op.
In 1829 trouwt hij opnieuw. In 1833 verlaat hij J.B. Cramer & Co., dat echter wel zijn naam blijft houden. In 1835 beëindigt hij zijn carrière als concertpianist met een afscheidsconcert. Vervolgens vertrekt hij naar Europa, waar hij onder andere een tijd in Parijs woont. In 1845 keert hij terug naar Londen om daar tot zijn dood in 1858 te blijven.
Cramer componeerde vooral muziek voor de piano, waaronder meer dan honderd sonates en 8 pianoconcerten. Het meest bekend zijn echter zijn etudes voor piano die nog steeds gebruikt worden door pianisten in training.